# 林道桑谷蒲郡線
林道桑谷蒲郡線（りんどうくわがいがまごおりせん）とは、愛知県岡崎市桑谷町から同市山綱町を通る林道である。

## 概要
愛知県道324号生平幸田線（吉良道）の桑谷町交差点を南下し、集落内の長善寺や広忠寺を横目に通り過ぎ、竜ヶ谷池（溜め池）の傍らを通り、採石場を通り越したところに林道の起点がある。起点には桑谷蒲郡線開通記念碑とツバキが植えられている。全線がアスファルト舗装されており、崩れやすい山の斜面は多くの区間でモルタルが吹き付けてある。林道の谷側にはところどころに奉仕活動で植えられたツバキがある。終点まで登りきると桑谷山荘の第2駐車場横に達する。終点には「椿道　椿の花でいっぱになる様に」と刻まれた石碑が建っている。
桑谷から西郡（現在の蒲郡市）に至る古い山道を改良工事を進めて林道として整備されたもので、西郡道と性格がよく似た道である。林道起点に至るまでの桑谷町内の市道には野辺地蔵があり、かつて往来する人々は、ここで一息ついて健康と旅の安全を祈願し、心身を休めたといわれる。またこの道は徳川家康が鵜殿氏長らを攻め入った際に通ったと推定される。
途中、「桑谷山荘まで行けます」と書かれた案内看板があるが、公道ではなく林道という性格から、なるべく通行することを避けたほうがよい。基本的に対向車との行き違いが困難であることが多い。桑谷山荘へは一般的に西郡道を通行する。

## 区間
- 起点：愛知県岡崎市桑谷町
- 終点：愛知県岡崎市山綱町
  - 総延長：約3.3km
  - 全幅：4m
  - 舗装率：100%

## 通行上の注意
- 林道起点手前の採石場付近はダンプカーが往復することがある。注意して徐行すること。
- カーブミラーをよく見て先を読み、場合によっては警音器を使用して合図する。
- 林道の規格構造は公道とは異なり、通行する場合は次の事項を承認･遵守する。
  - 降雨･降雪時にはスリップ又は落石の危険がある。
  - 車の速度は20km/時以下とすること。
  - 夜間又は濃霧のときの通行は避けること。
  - 見通しの悪い場所での駐車はしないこと。

## 接続する路線
- 林道大入線

## 沿線・周辺
- 長善寺
- 広忠寺
- 桑谷キャンプ場
- 三丈の滝（採石場を250m過ぎた先にある）
- 桑谷山荘
- 桑谷山

## 関連図書
- 『村史龍谷』（岡崎市竜谷学区社会教育委員会）